# Tallmovägstekel
Tallmovägstekel (Arachnospila westerlundi) är en stekelart som först beskrevs av Morawitz 1893.  Tallmovägstekel ingår i släktet Arachnospila, och familjen vägsteklar. Enligt den svenska rödlistan är arten nära hotad i Sverige. Arten förekommer i Götaland, Öland, Svealand, Nedre Norrland och Övre Norrland. Artens livsmiljö är havsstränder, stadsmiljö, skogslandskap, jordbrukslandskap.